# Bolsón de Mapimí

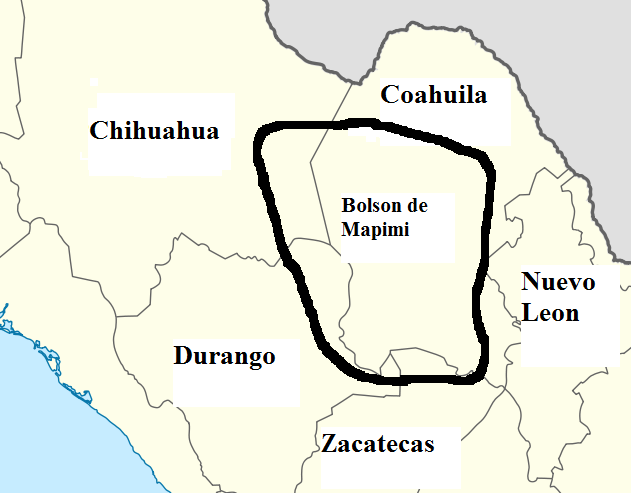
Bản đồ hiển thị vị trí của Bolson de Mapimi ở miền bắc México.

Bolsón de Mapimí là lòng chảo nội lục hay còn gọi là lưu vực nội địa qua đó không có sông suối đổ ra biển mà chảy về trung tâm lưu vực, thường kết thúc ở vùng đầm lầy và hồ phù du. Lòng chảo này nằm ở trung tâm phía bắc cao nguyên México. Bolsón de Mapimí được chia sẻ từ các bang Durango, Coahuila, Chihuahua và Zacatecas. Nó đặt theo tên gọi một thị trấn ở Durango là Mapimí. Thành phố lớn nhất trong lưu vực này là Torreón. Các phần của lưu vực này có nhiều hoạt động công nghiệp và nông nghiệp. Tuy vậy, hầu hết vùng này đều có dân cư thưa thớt.

## Địa lý
Bolsón de Mapimí là một khu vực rộng lớn, có chiều dài hơn 320 kilômét (200 mi) từ bắc xuống nam và cùng khoảng cách từ đông sang tây, nằm trong khoảng từ 25 đến 29 độ vĩ bắc. Tổng diện tích khoảng 129.000 kilômét vuông (50.000 dặm vuông Anh) và độ cao trung bình là 900 mét (3.000 ft). Đại Bolsón de Mapimí bao gồm các khu vực lân cận kéo dài về phía bắc đến Rio Grande, tương tự nhau về địa hình và khí hậu nhưng có các dòng suối chảy ra Vịnh México.
Bolsón được lưu vực Sierra Madre Occidental và sông Conchos bao bọc ở phía tây, lưu vực sông Rio Grande bao bọc ở phía bắc và các dãy núi Sierra del Carmen và Sierra Madre Oriental bao bọc ở phía đông. Ngay tại rìa phía nam của lưu vực này, nằm gần ranh giới bang Zacatecas, Bolsón chuyển sang một lưu vực nội địa khác có tên là Llanos El Salado. Những con sông lớn chảy về phía bắc vào lưu vực này là sông Nazas cùng các nhánh của nó, bắt nguồn từ dãy Sierra Madre Occidental ở Durango, và sông Aguanaval, vốn chảy về phía bắc từ trung tâm Zacatecas. Cả hai con sông này đều kết thúc ở phần phía nam của Bolsón trong khu vực mang tên Comarca Lagunera, tập trung ở thành phố Torreón, Coahuila, vốn trước đây có các hồ nước lớn, nông, hiện nay thường khô cạn.
Bolsón de Mapimí bao gồm các đồng bằng sa mạc bị các dãy núi thấp ngăn cách.  Cerro Centinela, cao tới (3.130 mét (10.270 ft), phía nam Torreón nằm ở rìa phía nam. Trong Bolsón hầu hết các dãy núi có độ cao từ 1.200–1.500 mét (3.900–4.900 ft).  Dãy Los Alamitos gần trung tâm Bolsón đạt tới độ cao 1.984 mét (6.509 ft)

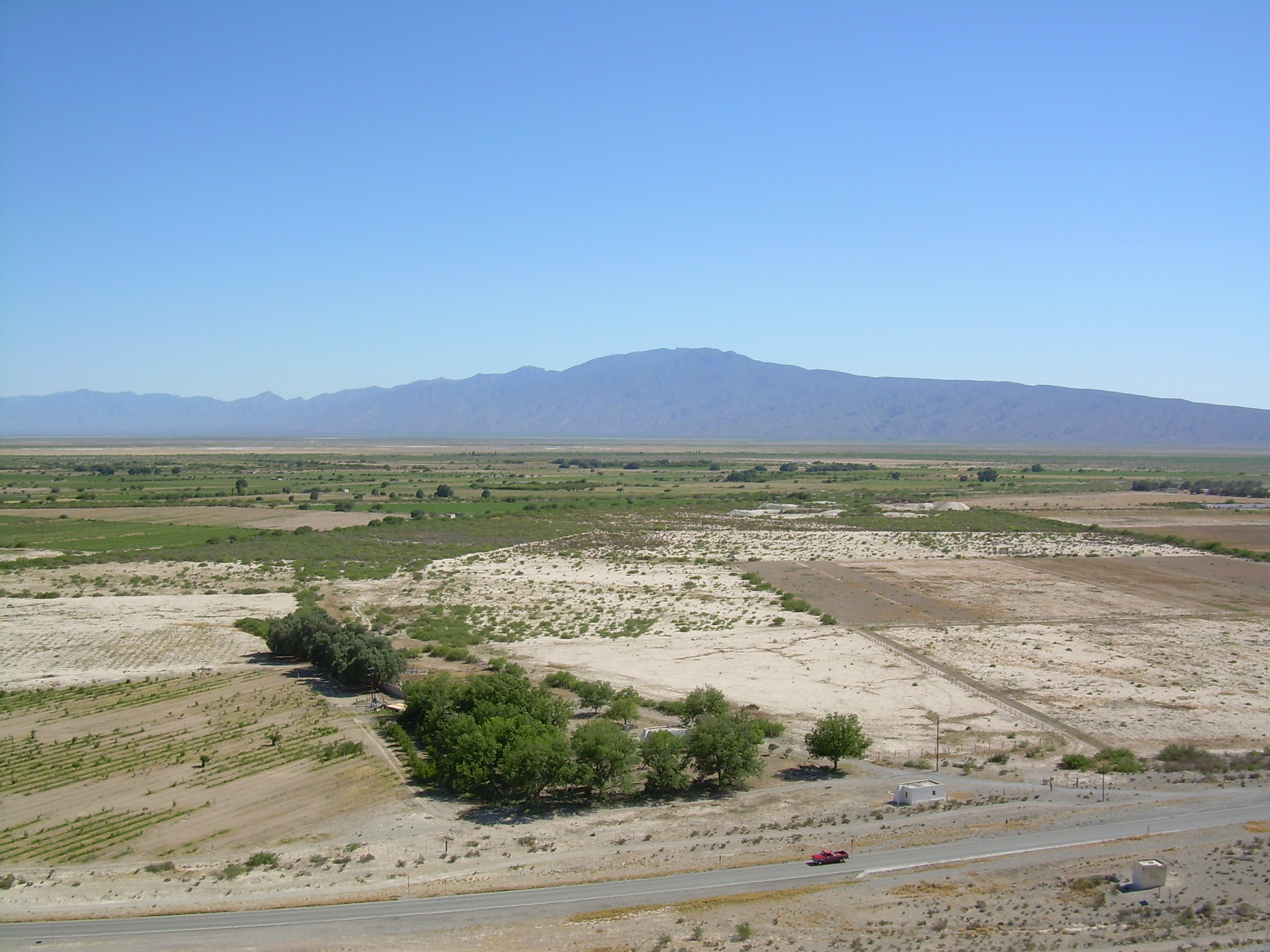
Nguồn nước dồi dào cho phép tưới tiêu cho nông nghiệp ở thung lũng Cuatro Ciénegas.

Bolsón là phần mở rộng cực nam của sa mạc Chihuahua.  Khu vực này nhận được lượng mưa từ 200 và 400 mm (7,9 và 15,7 in) hàng năm, chủ yếu rơi vào mùa hè. Thành phố Torreón nhận được lượng mưa 228 mm (9,0 in). Nhiệt độ mùa hè nóng bức. Tháng 6 là tháng nóng nhất ở Torreón với nhiệt độ trung bình là 28,1 °C (82,6 °F).  Mùa đông ôn hòa với nhiệt độ trung bình 14,5 °C (58,1 °F) vào tháng 12 ở Torreón. Tình trạng đóng băng thường xuyên xảy ra vào mùa đông.
Khu đô thị lớn nhất trong lưu vực này là Comarca Lagunera, với gần 1,5 triệu dân, khoảng một nửa trong số đó sinh sống ở thành phố Torreón. Phần lớn vùng Bolsón có dân cư thưa thớt, với những khu định cư tập trung ở khu mỏ và địa điểm có thể tưới tiêu cho nông nghiệp.

## Lịch sử
Trước khi người Tây Ban Nha đặt chân đến đây, Bolsón de Mapimí là nơi sinh sống của những giống dân săn bắn hái lượm kiểu du mục. Các nhóm người Toboso mà ít ai biết đến thì cư trú ở hầu hết Bolsón. Người Chisos có nền văn hóa tương tự sống ở phía bắc. Sự xâm nhập của thực dân Tây Ban Nha vào Bolsón bắt đầu trong thập niên 1590 với các nhà truyền giáo Dòng Tên, giới buôn bán nô lệ và dân da đỏ Tlaxcalan mà người Tây Ban Nha đã thuyết phục bằng cách cấp đất đai và miễn thuế để họ di chuyển về phía bắc nhằm trợ giúp đồng hóa người da đỏ và giải quyết cuộc Chiến tranh Chichimeca vốn đã kéo dài quá lâu. Người Toboso và Chisos bắt đầu đột kích các khu định cư của người Tây Ban Nha từ rất sớm và tham gia vào những cuộc chiến tàn phá khu định cư của người Tây Ban Nha vào các năm 1644, 1667 và 1684. Hầu hết dân Toboso và Chisos đều đã hòa nhập vào cộng đồng người Tây Ban Nha hồi đầu thế kỷ 18.
Vào thế kỷ 19, Bolsón phần lớn vẫn chưa có dân cư tới sinh sống. Trong suốt thập niên 1840 và 1850, Bolsón trở thành căn cứ của dân da đỏ Comanche đến từ Texas gặp nhau tại những địa điểm có nhiều nước, củng cố lực lượng của họ, thường lên tới hàng trăm chiến binh và tấn công mọi hướng nhằm phá hủy các khu mỏ và trang trại. (Xem thêm Chiến tranh Comanche-México) Từ thập niên 1840-1860, phần lớn Bolsón là trang trại thuộc sở hữu của gia tộc Sánchez Navarro, có thể là chủ sở hữu đất đai lớn nhất ở châu Mỹ.